# Петар Војводић
Петар Војводић (Грађани, код Цетиња, 2. јул 1914 — Титоград, 26. март 1974) био је учесник Народноослободилачке борбе, друштвено-политички радник СФРЈ и СР Црне Горе и народни херој Југославије.

## Биографија
Рођен је 2. јула 1914. у селу Грађани, код Цетиња. Потицао је из сиромашне сељачке породице. Године 1919, када је имао пет година, умро му је отац Нико Војводић, након чега је доста тешко живео са мајком. У родном селу је завршио основну школу, а пошто није имао средстава за даље школовање, није се даље школовао. Радио је као физички радник по многим градилиштима, а извесно време је радио као минер на изградњи пута Цетиње—Будва, као и рудар у руднику „Трепча”, код Косовске Митровице.
Као млади радник, активно је учествовао у револуционарном радничком покрету, учествујући у радничким штрајковима и иступајући у име радника. Због своје запажене активности је 1935. примљен у чланство тада илегалне Комунистичке партије Југославије (КПЈ). Поред политичког рада са радницима и организовања штрајкова, растурао је партијску штампу, литературу и друге материјале. Сакривао је партијске илегалце и учествовао у њиховом пребацивању, нарочито после велике полицијске провале у партијску организацију у Црној Гори. Био је учесник Белведерских демонстрација на Цетињу, јуна 1936. године.
Због свог револуционарно-партијског рада, више пута је хапшен и прогањан од полиције, а био је и осуђиван на разне временске казне. Године 1940. био је један од учесника седамнаестодневног штрајка глађу у затвору на Цетињу. Касније је пребачен у затвор на Ади Циганлији, а затим спроведен у Кикинду. Године 1941. нашао се у војном концентрационом логору у Смедеревској Паланци.

### Народноослободилачка борба
Након окупације Југославије, априла 1941. вратио се у родни крај, где је радио на припреми устанка. У току Тринаестојулског устанка, налазио се међу борцима Радомирско-грађанског устаничког одреда, са којим је учествовао у борбама против италијанског окупатора код Брајића и Созине.
Новембра 1941, као добровољац ступио је у Црногорско-санџачки одред, где се налазио у саставу Ловћенског батаљона. Са овом јединицом је 1. децембра 1941. учествовао у Пљеваљској бици, где се истакао храброшћу. Убрзо потом је рањен у борбама код села Бучје, у близини Прибоја, након чега је упућен на лечење. Након оздрављења, ступио је у партизански батаљон „13. јул”, где је био пушкомитраљезац. Са овим батаљоном је јуна 1942. ступио у тада формирану Четврту пролетерску црногорску бригаду, са којом је учествовао у низу борби током похода у Босанску крајину. Истицао се у борбама код Хаџића, Горњег Вакуфа, Бугојна, као и у нападу на Купрес, где се посебно истакао када је са групом другова у једној танкети ушао у Купрес и убио неколико усташа. Када су усташе онеспособиле танкету, њена посада се под борбом пробила из града.
У току Четврте и Пете непријатељске офанзивe, на Неретви и Сутјесци, у првој половини 1943, као изузетно храбар и способан борац постављен је на дужност команданта курира, најпре Четврте пролетерске црногорске бригаде, а потом Друге пролетерске дивизије. На овој дужности посебно се истакао након Пете непријатељске офанзиве на Сутјесци, када је, пробијајући се кроз непријатељске редове и територију, успео да руководству НОП-а Црне Горе пренесе важну пошту са Озрена. Када је децембра 1943. у Колашину формирана Седма црногорска омладинска бригада, постављен је за командира чете, а у лето 1944. за команданта Првог батаљона.
У редовима Седме црногорске омладинске бригаде, прошао је њен читав ратни пут од Колашина, преко Црне Горе, Санџака, Босне, Хрватске и Словеније. Посебно се истакао у борбама у Санџаку и Пештеру, као и борбама за ослобођење Берана. У току завршних операција за ослобођење Југославије 1945, нарочито се истакао у борбама за Сарајево, Карловац и на Зиданом Мосту, где је са групом другова, као командант батаљона, упао у Штаб немачке Седме СС дивизије „Принц Еуген” и тражио преговоре за предају, а потом присилио немачког генерала Аугуста Шмитхубера да седне у кола и одведе га Саву Бурићу, команданту Треће ударне дивизије, где је прихватио предају дивизије.

### Послератни период
Након ослобођења Југославије, накратко је наставио службу у Југословенској армији (ЈА), где се налазио на дужности начелника Штаба тенковске бригаде. Потом је пребачен у Корпус народне одбране Југославије (КНОЈ), где је примио дужност команданта пука. Након расформирања КНОЈ-а, 1953. прешао је у Управу државне безбедности (УДБ), где је остао до пензионисања 1956, у чину потпуковника. Након пензионисања био је активан у друштвено-политичком животу, два пута је биран за посланика Скупштине СР Црне Горе, а био је и на дужности команданта Штаба Територијалне одбране општине Бар.
Трагично је страдао 26. марта 1974. у Титограду. Сахрањен је у родном месту.
Имао је деветоро деце — осам ћерки и сина. Његове ћерке су Анка Војводић (1951), која је била градоначелница Бара и прва амбасадорка Црне Горе у Србији 2006, као и Радмила Војводић (1961), позоришна редитељка и књижевница, која је била ректор Универзитета Црне Горе у Подгорици. Супруг његове ћерке Радмиле, позоришни редитељ Бранислав Мићуновић, био је министар културе у Влади Црне Горе и амбасадор Црне Горе у Србији.
Носилац је Партизанске споменице 1941. и других југословенских одликовања, међу којима су — Орден заслуга за народ са сребрним зрацима, два Ордена братства и јединства са сребрним венцем, Орден за храброст, Орден партизанске звезде са пушкама и др. Орденом народног хероја је одликован 10. јула 1952. године. Такође је одликован и совјетским Орденом Отаџбинског рата другог реда.

## Галерија
- Петар Војводић спроводи заробљеног немачког генерала Аугуста Шмитхубера.
- Партизанска споменица 1941.
- Орден народног хероја